# Klavírní sonáta č. 14 (Beethoven)
Klavírní sonáta č. 14 cis moll „Quasi una fantasia“, Op. 27 č. 2, obecně známá jako Měsíční sonáta či Sonáta měsíčního svitu (německy Monscheinsonate) je sonáta pro sólový klavír, jejímž autorem je Ludwig van Beethoven. Dokončil ji v roce 1801 a o rok později vydal s věnováním své klavírní studentce, hraběnce Giuliettě Guicciardi.
Sonáta (a zejména její první věta) si získala oblibu už za Beethovenova života a dnes patří mezi nejznámější klavírní skladby vůbec.

## Název
První vydání skladby nese název Sonata quasi una fantasia, který sdílí se sonátou č. 13 Es dur, se kterou vyšla pod stejným opusovým číslem 27. Italský název lze přeložit jako „sonáta na způsob fantazie“, příčinou je nejspíš její neobvyklá stavba (viz níže).
Název Měsíční sonáta má původ v poznámce německého hudebního kritika a básníka Ludwiga Rellstaba. V roce 1832, pět let po Beethovenově smrti, Rellstab napsal, že první věta sonáty je jako „člun plující po Lucernském jezeře ozářeném Měsícem“. V průběhu příštích deseti let se název Měsíční sonáta (německy Mondscheinsonate) začal objevovat v německých i anglických publikacích a rychle se ujal i u široké veřejnosti.
Objevily se také kritiky, podle kterých je tento název příliš subjektivní, romantický nebo „zavádějící pro větu, která má téměř charakter smutečního pochodu“. Tyto výtky však nikdy neměly výraznější vliv na užívání vžitého názvu.

## Forma
Beethoven nazval obě díla Op. 27 Sonata quasi una fantasia. Důvodem může být, že se zde nedrží typické struktury klasicistní sonáty - v té bývá charakter skladby jasně dán úvodní rychlou větou a následující věty jej mohou pouze rozvíjet a doplňovat. U Měsíční sonáty je to právě naopak, těžištěm je závěrečná třetí věta, která je nejrychlejší a nejdelší a předcházející dvě věty k ní pomalu směřují.
Sonáta č. 14 se skládá ze tří vět:
1. Adagio sostenuto
2. Allegretto
3. Presto agitato

### Adagio sostenuto

První takty klavírní sonáty č. 14

První věta v tónině cis moll je pomalá a melancholická. Má zjednodušenou sonátovou formu. Začíná triolami v pravé ruce, které jsou podpořeny dlouhými basovými tóny zdvojenými v oktávách. K tomuto ostinátnímu doprovodu se záhy přidává tklivá melodie. Téměř celá věta se hraje velmi tiše a klidně.
Adagio sostenuto mocně působí na posluchače. Berlioz řekl, že „je to jedna z básní, které nelze vyjádřit lidskou řečí“. Beethovenův student Carl Czerny ji popsal jako „noční scénu, kde zpovzdálí zní přízračný truchlivý hlas“.
Tato věta byla velmi oblíbená už za Beethovenova života, kterého její popularita zřejmě až mírně rozčilovala a údajně prohlásil, že napsal i lepší věci.

### Allegretto
Druhá věta je scherzové trio v tónině des dur (enharmonický ekvivalent tóniny cis dur).
Má funkci krátkého intermezza, Ferenc Liszt ji nazval „kvítkem mezi dvěma propastmi“. Dynamicky se pohybuje většinou v mírném pianu s občasnými zesíleními, která podporují radostnou náladu.

3. věta

### Presto agitato
Bouřlivá poslední věta (opět v cis moll) je těžištěm skladby. Obsahuje mnoho rychlých arpeggií a silně akcentovaných tónů. Pro správné vyznění je nutné hrát ji živě a suverénně, hráč musí být technicky velmi zdatný.
Charles Rosen tuto větu popsal jako „naprosto nespoutané vyjádření emocí. I dnes, o dvě stě let později, žasneme nad její divokostí.“
Ačkoliv i v této větě je předepsaná dynamika většinu času piano, časté užití sforzanda a několika pasáží fortissimo vytváří dojem mocného zvuku.

## Použití pedálu
Na začátku díla dává Beethoven tuto instrukci v italštině: Si deve suonare tutto questo pezzo delicatissimamente e senza sordini (Celou skladbu hrajte co nejjemněji a bez dusítek).
Na klavíru se zdvihu dusítek a tím jejich odstavení z činnosti dosáhne sešlápnutím pravého pedálu. Dnešní klavíristé však obvykle nedrží pedál dole po celou dobu, protože současný klavír má mnohem delší dozvuk než nástroje z Beethovenovy doby a v průběhu hry tak vznikají nežádoucí disonance. Pedalizace může být řešena různými jinými způsoby:
- Nejjednodušší je výměna pedálu v místech, kde vznikají disonance.
- Sešlápnutí pravého pedálu pouze do poloviny, takže zvuk je částečně tlumen a dozní dříve, než při plně sešlápnutém pedálu.
- Použití prostředního sostenuto pedálu, který drží nahoře pouze dusítka kláves zmáčknutých při sešlápnutí pedálu.

## Vliv
Podle hudebního teoretika Ernsta Ostera byla Sonáta č. 14 přímou inspirací pro vznik Chopinovy skladby Fantaisie-Impromptu. Oster nachází mezi skladbami mnoho paralel v použitých tóninách, typech akordů i krátkých pasážích melodie. Píše, že Fantaisie-Impromptu je „možná jediným příkladem, kde nám jeden génius odhaluje - pouze prostřednictvím své vlastní skladby - co on sám slyší v díle jiného génia“.